# Solidago yokusaiana
Solidago yokusaiana là một loài thực vật có hoa trong họ Cúc. Loài này được Makino miêu tả khoa học đầu tiên năm 1914.